# كلية الطب بجامعة ألاباما
كلية الطب بجامعة ألاباما (بالإنجليزية: University of Alabama School of Medicine)‏ هي إحدى كليات تدريس الطب في الولايات المتحدة الأمريكية. تقع في مدينة برمنغهام في ولاية ألاباما الأمريكية. نوع الشهادة الطبية التي يتم تحصيلها هناك هي دكتور في الطب.